# 格吕克斯堡
格吕克斯堡（德語：Glücksburg，發音：[ˈɡlʏksˌbʊʁk] ⓘ）是德国石勒苏益格-荷尔斯泰因州石勒苏益格-弗伦斯堡县的城市，面积39.68平方千米，2023年12月31日人口为6,381人。
目前统治丹麦和挪威的格吕克斯堡王朝发源于此地，此外，當地有德國海軍基地。